# Alan Santos
Alan Santos da Silva, mais conhecido como Alan Santos (Salvador, 24 de abril de 1991), é um futebolista brasileiro que atua como zagueiro. Atualmente está no Guarani.

## Carreira

### Vitória
Natural de Salvador (BA), Alan Santos iniciou a carreira nas divisões de base do Vitória, onde foi campeão do Campeonato Baiano Infantil de 2006, Campeonato Baiano Juvenil de 2007 e 2008, e Campeonato Baiano Júnior de 2009.

### Santos
Em 2009, o Santos acertou a contratação do volante, na época com 18 anos, por quatro anos. O atleta foi apresentado no dia 27 de maio, na Sala de Imprensa Peirão de Castro do CT Rei Pelé. Fez sua estreia no dia 30 de agosto, substituindo o volante Emerson, porém entrou mal na partida e foi substituído por Pará.
Revezando entre as categorias de base, empréstimos e o time principal do Santos, o jogador passou à integrar definitivamente a equipe principal do clube praiano após uma partida contra o Palmeiras na última rodada do Campeonato Brasileiro, quando substituiu o volante Adriano que cumpria expulsão, e agradou o técnico Muricy Ramalho.
Em 2012, esteve presente na equipe Tricampeã Paulista.
Em 15 de fevereiro de 2013, renovou seu contrato por mais três anos e o clube passou a ter 80% dos seus direitos econômicos.
Em 2014, com mais espaço no time, Alan Santos marcou seu primeiro gol, contra a Princesa do Solimões, no dia 8 de maio, pela Copa do Brasil.

### Paulista
Em 2011, foi emprestado à equipe principal do Paulista, porém jogou apenas uma partida, contra o São José-RS, válida pela Copa do Brasil de 2011. Sem atuar na equipe principal, foi integrado à equipe sub-20 do clube de Jundiaí.

### Rápida passagem pelo Náutico
No dia 3 de setembro de 2012, o jogador acertou emprestado junto ao Náutico, porém no dia 4 de setembro o jogador foi devolvido ao Peixe, pois o Timbu acertou o empréstimo do meia Pacheco, e atingiu o limite de cinco jogadores emprestados durante o ano na série A. O jogador chegou a treinar na equipe, porém não jogou.

### Coritiba
Em 8 de janeiro de 2015, Alan Santos foi liberado pelo Santos e acertou sua ida ao Coritiba. Alan teve muito destaque no Coritiba.
Titular absoluto do time alviverde, ele disputou 40 partidas em 2017, todas como titular, e 2 gols marcados. Após três temporadas, deixou o clube no final de 2017, com 99 jogos disputados pelo Coxa e 8 gols.

### Tigres-MEX
Alan foi contratado pelo Tigres, do México, foi emprestado duas vezes no ano de 2018, e uma em 2019. Alan não disputou nenhuma partida pelo Tigres.

### Botafogo
Alan foi emprestado ao Botafogo para a temporada de 2019, o clube tinha interesse no jogador desde 2017. Estreou na derrota por 3x1 contra a Cabofriense.

### Vitória
No final de 2021, acerta com o Vitória para a temporada 2022.
Alan se firmou como zagueiro e uma das lideranças do time. Capitão do time na campanha do acesso à Série B, ao todo, o jogador disputou 25 partidas com a camisa rubro-negra.

### Guarani
oi contratado pelo Guarani para a temporada 2023.

## Títulos

### Clubes
Vitória
- Campeonato Baiano de Futebol Infantil: 2006
- Campeonato Baiano de Futebol Juvenil: 2007 e 2008
- Campeonato Baiano de Futebol de Juniores: 2009

Santos
- Recopa Sul-Americana: 2012

Coritiba
- Campeonato Paranaense: 2017

Chapecoense
- Campeonato Catarinense: 2020
- Campeonato Brasileiro - Série B: 2020